# Сергеј Багапш
Сергеј Уасил-ипа Багапш (абх. Сергеи Уасыл-иҧа Багаҧшь; Сухуми, 4. март 1949 – Москва, 29. мај 2011) био је абхаски политичар и други председник Републике Абхазије од 2005. до 2011. године. Пре тога је био премијер Абхазије (1997–1999). Умро је од компликација након оперативног захвата.

## Биографија

### Ране године и образовање
Рођен је 4. марта 1949. године у Сухумију. Као младић, био је члан Грузијске кошаркашке репрезентације. Дипломирао је на Грузијском државном универзитету за суптропску пољопривреду у Сухумију. Током студија је првобитно радио у винаријском заводу, а затим као обезбеђење у државној банци. Године 1972, по одслужењу војног рока, радио је као шеф совхоза, након чега је постао инструктор у Абхаском регионалном комитету Комсомола. Од 1978. године био је задужен за информације у Централном комитету грузијске секције Комсомола, а од 1980. године први секретар Абхаског регионалног комитета. Године 1982, постао је генерални секретар Рејонског комитета КП Грузије за Очамчирски рејон. Након распада Совјетског Савеза 1991, Багапш је постао бизнисмен и представник абхаске владе у Москви. Након првих сукоба између Абхазије и Грузије 1992–1993, учествовао је у преговорима за мирно решавање конфликта. Од 1995. до 1997. године био је први заменик премијера Абхазије. Дана 9. новембра 1995. године био је озбиљно рањен у нападу.

### Премијер
Сергеј Багапш постао је нови премијер Абхазије 29. априла 1997. године. Његов мандат обележио је врхунац напетости током сукоба између Абхазије и Грузије, који је непрестано трајао мањим или већим интензитетом још од 1989. године. Маја 1998. године, грузијска влада распоредила је своје војне снаге дуж целе копнене границе с Абхазијом. Дао је оставку на функцију премијера 20. децембра 1999. године.

### Председник
Од 1999. до 2004. године, радио је као директор државне енергетске компаније Чјорноморенерго. У истом је раздобљу почео да се испољава као могући такмичар на председничким изборима који је требало да се одрже 2004. године. Почетком 2004. године, постао је један од три шефа новоосноване партије Уједињена Абхазија. Уједињена Абхазија је 20. јула 2004. године ушла у коалицију с Амтсахаром, још једном значајном опозиционом партијом. Ове партије именовале су Багапша за свог кандидата на предстојећим изборима у октобру. Багапш и његов главни супарник током избора, Раул Хаџимба, оспорили су резултате након избора. Абхаска изборна комисија првобитно је прогласила Хаџимбу за изборног победника, док је Врховни суд касније открио да је заправо победник био Багапш са освојених 50,3% гласова. Суд је променио одлуку, након што су Хаџимбини присталице провалили у зграду суда. У једном су тренутку Багапш и његови присталице запретили да ће одржати сопствену инаугурациону церемонију 6. децембра 2004. године. Ипак, почетком децембра су Багапш и Хаџимба постигли договор да се такмиче на новим изборима по кључу националног једниства. Нови избори одржани су 12. јануара 2005. године и победа је била постигнута; према споразуму, Багапш се такмичио за председника, а Хаџимба за потпредседника.
Августа 2008. године, након избијања рата између Грузије и Јужне Осетије, Багапш је био врховни заповедник снага Абхазије. Абхазија се током рата сврстала на страну Јужне Осетије и на тај начин растеретила свог савезника; сада су грузијске снаге морале да се боре на два фронта. Након интервенције против грузијске војске у корист Абхазије и Јужне Осетије, Грузија више није имала икакав надзор над двема покрајинама. Абхаска влада је 21. августа председнику Медведеву, Савету Федерације и Думи упутила молбу за признање, што су ови једногласно прихватили 25. августа.
Дана 18. априла 2009. најавио је да ће искористити своје уставно право да се такмичи и за други председнички мандат. Уједињена Абхазија га је узела за свог кандидата 27. октобра, а 18. новембра га је подржала и Комунистичка партија Абхазије. Избори су одржани 12. децембра 2009, а победу на њима однео је Багапш. Заклетву је положио 12. фебруара 2010. године.
Током 2010. и 2011. године, Багапш се посветио залагању за међународно признање Абхазије. Јула 2010. посетио је Кубу, Венецуелу и Никарагву, а априла 2011. Турску.

### Смрт
Маја 2011. године, Багапшу су дијагностиковане израслине на плућном крилу. Дана 21. маја био је подвргнут операцији у Москви. Иако су израслине биле успешно отклоњене, Багапш је умро 26. маја од затајења срца као последице компликација које су уследиле након операције. Лекари су након операције открили да је имао рак. Александар Анкваб постао је вршилац дужности председника, до нових избора одржаних 26. августа исте године.

## Помен
Убрзо је основана државна комисија чији је задатак био очување сећања на преминулог Багапша. Градска скупштина Сухумија прихватила је 26. јануара 2012. године предлог градоначелника Алијаса Лабахује да се дотадашњи Трг Устава Совјетског Савеза преименује у Трг Сергеја Багапша.